# 박준수 (아나운서)
박준수(1986년 2월 22일 ~)는 대한민국의 아나운서다. 아나운서로 데뷔 전 아역 배우로 활동한 경력이 있으며, 2012년부터 2015년까지 연합뉴스TV 앵커로 있었다.

## 방송
- 결혼합시다 (2002)
- 신입사원 (2011) - Top10
- 생방송 오늘 아침 (2011~2012)